# 162
Вижте пояснителната страница за други значения на 162.

## Събития
- Партите нахлули Сирия